# Christophe Avril
Christophe Avril est un footballeur français né le 28 juillet 1968 à Charleville-Mézières dans les Ardennes. Il évolue au poste de défenseur dans les années 1980 et 1990.

## Carrière
Formé à l'INF Vichy, il joue ensuite dans divers clubs professionnels, principalement en Division 2. Il dispute au total 175 matches en D2, inscrivant 9 buts. 
Il a aussi l'occasion de participer à deux rencontres de Division 1 : la première au Football Club Sochaux-Montbéliard lors de la saison 1989-1990, la deuxième avec le Racing Club de Strasbourg en 1997-1998. Il est recruté par le club strasbourgeois pour encadrer l'équipe réserve et profite d'une cascade de blessures dans l'équipe première pour faire son apparition en D1.
Il termine sa carrière à La Roche VF, en Vendée. Il devient par la suite l'entraîneur de divers clubs amateurs dans le nord de ce département.